# Dornenkronenseestern
Der Dornenkronenseestern (Acanthaster planci) ist ein oft rotgefärbter Seestern, der sich von Steinkorallen ernährt (corallivor). Er ist in den tropischen Zonen des gesamten Indopazifiks verbreitet.

## Beschreibung
Der Dornenkronenseestern hat 6 bis 23 Arme und sein Durchmesser kann bis zu 40 cm betragen. Auf seinem Körper befinden sich 4–5 cm lange spitze Giftstacheln, die bei Berührung durch den Menschen Übelkeit, Lähmungen und starke Schmerzen hervorrufen können.

## Systematik und Taxonomie
Acanthaster ist die einzige Gattung in der Familie Acanthasteridae, die damit monogenerisch ist. Neben dem Dornenkronenseestern wurden noch weitere Arten von Acanthaster beschrieben, von denen sich nur Acanthaster brevispinus von A. planci morphologisch und molekulargenetisch klar unterscheiden lässt. Der Artstatus bzw. die Namensgebung der anderen Arten ist umstritten.

## Lebensweise

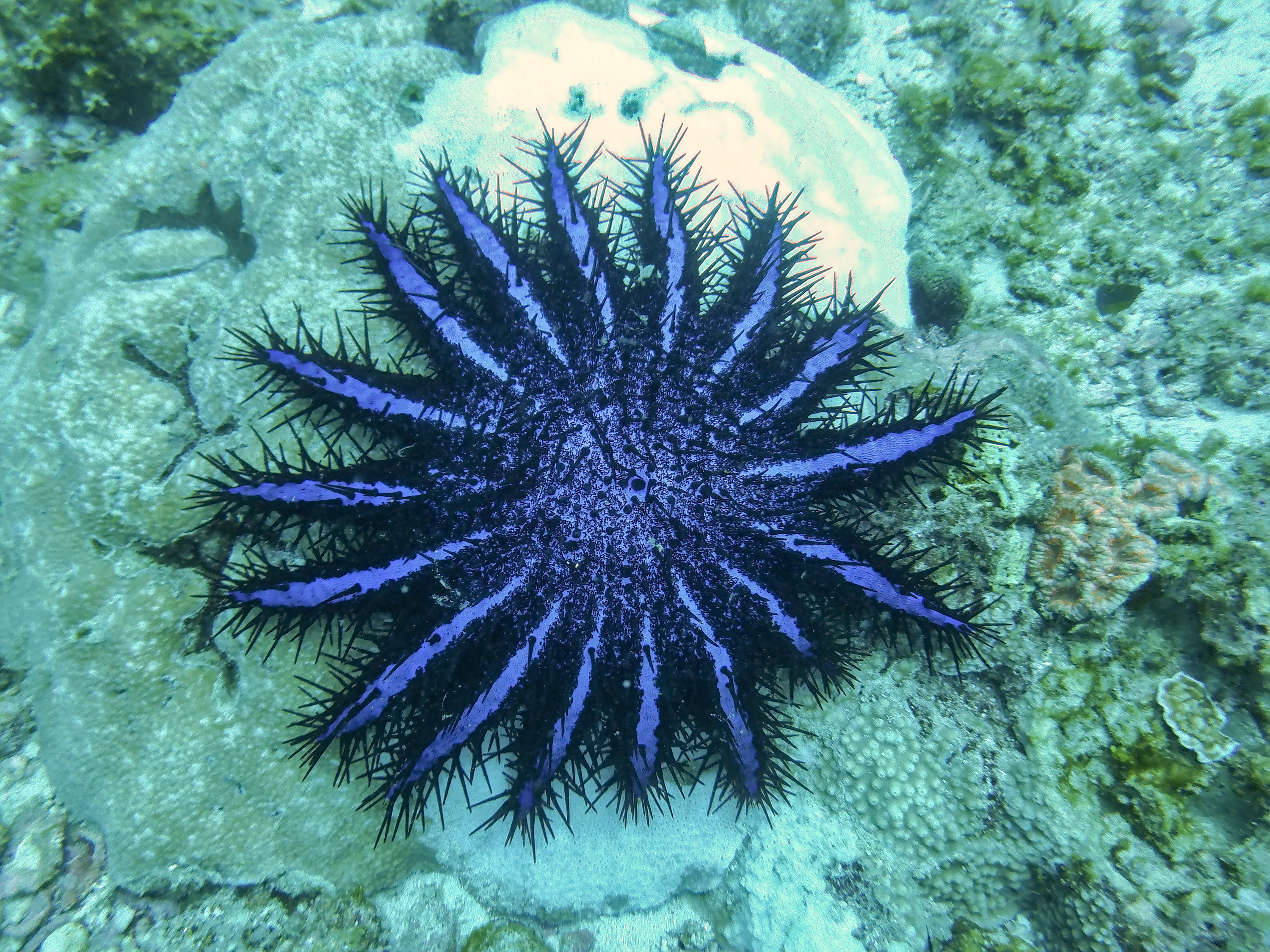
Dornenkronenseestern

Der Seestern frisst ausschließlich Steinkorallen, indem er auf sie klettert, seinen Magen über sie stülpt und Verdauungsenzyme ausstößt. Das dadurch verflüssigte Gewebe nimmt er dann auf. Er frisst nur bei Nacht und kann bei Nahrungsknappheit bis zu sechs Monate von seinen Energiereserven leben.
Der Dornenkronenseestern ist neben der Algenblüte und anderen Faktoren wesentlich am Absterben von Korallenriffen beteiligt. Besonders am Great Barrier Reef in Australien, aber auch vor Guam und Hawaii hat diese Art durch massenhaftes Auftreten beträchtlichen Schaden angerichtet. Ein einzelnes Tier kann innerhalb eines Jahres eine Korallenfläche von bis zu sechs Quadratmetern vernichten.
Die Dornenkronen „überfallen“ ein Riff in regelmäßigen Abständen, wobei Millionen Seesterne gleichzeitig über das Riff herfallen, vergleichbar mit einer Heuschreckenplage, und nur die Skelette der Korallen zurücklassen.
Die Abstände zwischen diesen Plagen haben sich in den letzten fünfzig Jahren stark verkürzt und die Zahl der beteiligten Individuen ist drastisch angestiegen. Es wird vermutet, dass Düngemittel, die durch den Regen in die Flüsse und von dort in die Meere geschwemmt werden, zur Vermehrung beitragen, da sich die Larven der Dornenkronen von Algen ernähren, deren Wachstum durch die eingeschwemmten Nährstoffe gefördert wird. Gleichzeitig nimmt durch die Überfischung der Weltmeere die Zahl der Fressfeinde von Larven und ausgewachsenen Dornenkronen dramatisch ab. Der Dornenkronenseestern hat sowieso nur wenige Fressfeinde, darunter das Tritonshorn, verschiedene Helmschnecken und Ringelwürmer, die Harlekingarnele und einige Rifffische wie Napoleon-Lippfisch, Riesen-Kugelfisch und Weißflecken-Kugelfisch, Riesen-Drückerfisch und Orangestreifen-Drückerfisch. Neuerdings wurde entdeckt, dass auch Scheibenanemonen der Gattung Pseudocorynactis Dornenkronenseesterne mit einem Durchmesser bis zu 25 cm fressen, indem sie sie an sich heranziehen und anschließend komplett verdauen.

## Feinde und Bekämpfung

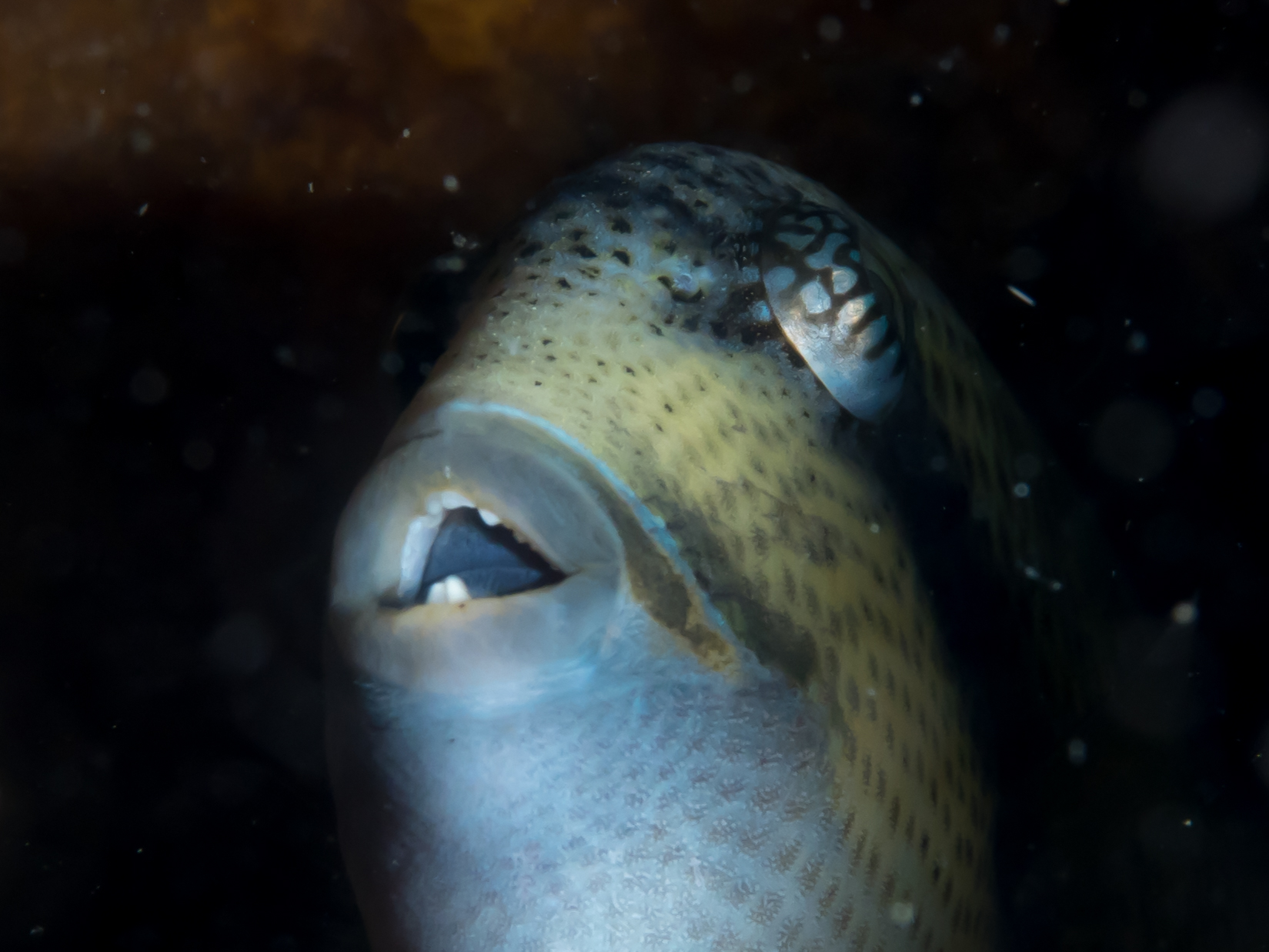
Der Riesen-Drückerfisch kann auch ausgewachsene Dornenkronenseesterne fressen

Dornenkronenseesterne treten mitunter massenhaft auf, so dass sie in ihrer Eigenschaft Korallen zu zerstören, zu einer ernsten Gefahr für Riffe werden können.

### Natürliche Feinde

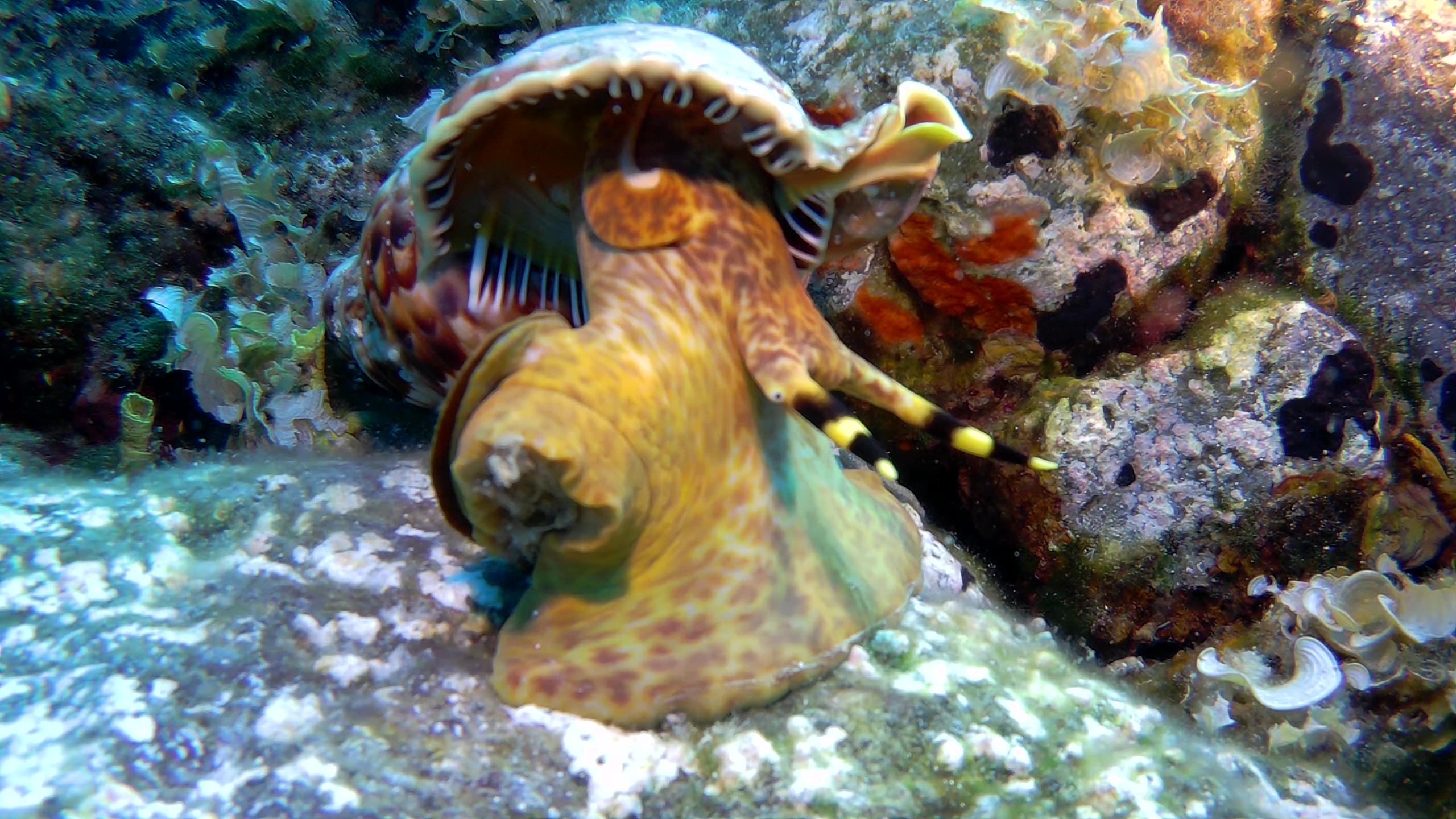
Tritonshorn

Insgesamt wurde durch die Untersuchung ihrer Ausscheidungen herausgefunden, dass 71 Fische aus 16 Familien Dornenkronenseesterne, zumindest teilweise fressen, dazu zählen einige Riffbarsche, die sich auf das Sperma und die Eier der Seesterne spezialisiert haben, z. B. die Gattungen Abudefduf und Amblyglyphidodon (z. B. Amblyglyphidodon curacao) und Falterfische der Gattung Chaetodon.
Der zumindest teilweise Verzehr von Dornenkronen konnte dem Napoleon-Lippfisch, dem Dunklen Riesenzackenbarsch, einigen Igelfischen, Gelbsaum-Drückerfischen und anderen Drückerfischen, sowie Großkopfschnappern (Lethrinidae) nachgewiesen werden.
Erfolgreiche Angriffe, die die Tötung und das Auffressen eines ausgewachsenen Dornenkronenseesterns beinhalteten, konnten nur sehr wenigen Fischen nachgewiesen werden, zu ihnen zählen der Weißflecken-Kugelfisch, der Riesen-Drückerfisch und der Großkopfschnapper Lethrinus nebulosus.
Zu den wenigen anderen Predatoren, die in der Lage sind, ausgewachsene Dornenkronenseesterne zu fressen, zählt eine große Meeresschnecke, das Tritonshorn (Charonia tritonis), deren Bestände aufgrund ihres prachtvollen Gehäuses von Menschen dezimiert wurden.

### Gezielte Bekämpfung am Great Barrier Reef
Im Indopazifik zählen Dornenkronenseesterne, neben Wirbelstürmen und der Korallenbleiche zu den drei größten Bedrohungen für Steinkorallenriffe. Schon seit 1962 bedrohen plötzliche Anstiege der Seesternpopulation das vor Australien gelegene Great Barrier Reef. Daher findet bereits seit den 1970er Jahren ein Monitoring statt, um möglichst früh auf eine Massenvermehrung aufmerksam zu werden. Die Bekämpfung wird vom Personal des „Great Barrier Reef Marine Park“ koordiniert und wissenschaftlich vom „Australian Institute of Marine Science“ begleitet.
Da junge Dornenkronenseesterne fast dreimal so viel Hitze vertragen, wie Korallen und ihre älteren Artgenossen, begünstigt die Erwärmung der Meere ihre Verbreitung zusätzlich. Weitere Faktoren, welche die Ausbreitung der Seesterne begünstigen, sind der Verlust von natürlichen Fressfeinden durch Überfischung und die Anhäufung von Nährstoffen im Wasser durch den Eintrag von Düngemitteln.

#### Durch Taucher
Am Great Barrier Reef bekämpfen Taucherpatrouillen die Plagen im Auftrag der australischen Regierung. Bis 2013 injizierten die Taucher das Gift Natriumbisulfit in jeden Arm des Seesterns, da dieser sich bei Einspritzung in einen einzigen Arm regenerieren könnte. Zwar wurden so pro Tag zehntausende Tiere getötet. Dennoch war der Einsatz nicht effektiv genug, da Dornenkronen bis zu 50 Millionen Nachkommen im Jahr hervorbringen können. Durch die Verwendung von Ochsengalle enthaltendem TCBS-Agar reicht neuerdings die Injektion in den „Bizeps“ eines einzigen Arms zur Tötung aus, da die Seesterne sich anschließend innerhalb von zwölf Stunden vollständig zersetzen.
Während früher jeder Arm einzeln gespritzt werden musste, konnte nun eine Person über 300 statt früher bis zu 70 Seesterne pro 40-minütigem Tauchgang zur Strecke bringen.
Eine andere Form von Injektionslösung unterstützt das Wachstum von Bakterien der Gattung Vibrio, die natürlicherweise in den Seesternen vorkommen. Durch die starke Vermehrung der Bakterien erkrankt das Tier, infiziert teilweise benachbarte Tiere und stirbt innerhalb von 24 Stunden.

#### Durch Tauchroboter
Seit 2014 wird an der Queensland University of Technology der „COTSBot“ (kurz für Crown-of-thorns-Starfish-Roboter) entwickelt. Mittels Bildanalyse durch ein künstliches neuronales Netz ist der Roboter fähig, die Tiere selbstständig zu erkennen. Durch eine an einem entfaltbaren Arm befestigte Injektionsnadel injiziert das Unterwasserfahrzeug dann die Gallensäure. Der autonom agierende Tauchroboter kann (unabhängig von Witterungsbedingungen und Tageszeit) bis zu acht Stunden am Stück unter Wasser bleiben und dabei rund 200 Dornenkronen abtöten.

## Gefährlichkeit für den Menschen
Dornenkronenseesterne haben an der Oberseite giftige Stacheln. Diese Stacheln können bei ungeschütztem Hautkontakt schmerzhafte Stichverletzungen zufügen, welche wegen des Giftes nur schlecht verheilen und zu Komplikationen und Sekundärinfektionen neigen. Die Zusammensetzung des Giftes wird seit einigen Jahren erforscht. Verschiedene Bestandteile wie z. B. Phospholipase A2 und Plancitoxine wurden isoliert, welche die oben genannten Symptome erklären können. In der Literatur wird empfohlen, die Stacheln mit Pinzette oder Kanüle zu entfernen und die Wunde zu desinfizieren.

## Verbreitung
Der Dornenkronenseestern ist in den tropischen Zonen des gesamten Pazifischen Ozeans verbreitet. Es wurden jedoch in molekularbiologischen Untersuchungen vier geographisch klar getrennte Kladen festgestellt, deren nähere Untersuchung auch äußerliche Unterscheidungsmerkmale ergeben könnte. Diese vier Gruppen könnten als eigene Arten angesprochen werden.
Eine dieser genetisch unterschiedlichen Gruppen ist ausschließlich im Roten Meer beheimatet. Sie wurde bisher noch nicht getrennt beschrieben, sondern immer zu Acanthaster planci gezählt.
Eine weitere Gruppe hat ihr Verbreitungsgebiet weiter südlich im Indischen Ozean und wurde in der Nähe der Insel Mauritius und an ostafrikanischen Küsten gefunden. Sie könnte mit der von de Loriol 1885 beschriebenen Art Acanthaster mauritiensis identisch sein, die später mit dem Dornenkronenseestern synonymisiert wurde, weil sich kaum Unterscheidungsmerkmale zu diesem finden ließen.
Eine andere Klade dieser Seesterne lebt im nördlichen Indischen Ozean, zwischen dem Persischen Golf über indische Küstenstreifen bis nach Südostasien. In diese Zone fällt auch die Typuslokalität von Acanthaster planci. Die Gruppe würde also bei einer Trennung des Artenkomplexes in vier Arten den ursprünglichen Namen beibehalten.
Das restliche Gebiet im östlichen Pazifik zwischen Indonesien, den Philippinen und Australien sowie Süd-, Mittel- und Nordamerika nimmt eine Gruppe ein, die in ihrem westlichen Verbreitungsgebiet durch Schreber 1793 als Acanthaster solaris beschrieben wurde. Im östlichen Verbreitungsgebiet an den Küsten Amerikas wurde sie durch Gray 1840 als Acanthaster ellisii beschrieben. Obwohl der von Gray vergebene Artname ellisii älter ist, würde die Gruppe aus dem östlichen Pazifik bei einer Aufstellung als eigene Art den Namen Acanthaster solaris erhalten, da die Typuslokalität von A. ellisii nicht genau bekannt ist. Eventuell kann die Gruppe nach ihrer Anerkennung als eigene Art in zwei Unterarten aufgespalten werden, nämlich in A. solaris solaris für den westlichen Teil und A. solaris ellisii für den östlichen Teil.